# Курята
Курята — деревня в Ефимовском городском поселении Бокситогорского района Ленинградской области.

## История
КУРЯТА — деревня Логиновского общества, прихода села Озерева. Озеро Курята. 

Крестьянских дворов — 14. Строений — 38, в том числе жилых — 15.

Число жителей по семейным спискам 1879 г.: 31 м. п., 24 ж. п.; по приходским сведениям 1879 г.: 26 м. п., 25 ж. п.

В конце XIX — начале XX века деревня административно относилась к Тарантаевской волости 5-го земского участка 3-го стана Тихвинского уезда Новгородской губернии.

КУРЯТА — деревня Логиновского общества, число дворов — 16, число домов — 28, число жителей: 44 м. п., 46 ж. п.; Занятия жителей: земледелие, лесные заработки. Озеро. Часовня. (1910 год)

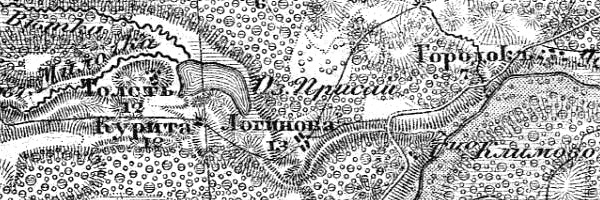
Деревня Курята на карте 1912 года

Согласно карте Новгородской губернии 1912 года деревня называлась Курита и насчитывала 12 крестьянских дворов.
С 1917 по 1918 год деревня входила в состав Тарантаевской волости Тихвинского уезда Новгородской губернии.
С 1918 года, в составе Череповецкой губернии.
С 1924 года, в составе Соминской волости Устюженского уезда.
С 1927 года, в составе Логиновского сельсовета Ефимовского района.
В 1928 году население деревни составляло 116 человек.
По данным 1933 года деревня Курята входила в состав Логиновского карельского национального сельсовета Ефимовского района.
С 1939 года, в составе Турандинского сельсовета.
С 1954 года, в составе Озеревского сельсовета.
С 1965 года в составе Бокситогорского района.
По данным 1966 и 1973 годов деревня Курята также входила в состав Озеревского сельсовета Бокситогорского района.
По данным 1990 года деревня Курята входила в состав Климовского сельсовета.
В 1997 году в деревне Курята Климовской волости проживали 5 человек, в 2002 году — также 5 человек (все русские).
В 2007 году в деревне Курята Климовского СП проживали 3 человека, в 2010 году — также 3.
В мае 2019 года Климовское сельское поселение вошло в состав Ефимовского городского поселения.

## География
Деревня расположена в южной части района на автодороге 41К-278 (Климово — Забелино).
Расстояние до деревни Климово — 2 км.
Расстояние до ближайшей железнодорожной станции Ефимовская — 48 км. 
Деревня находится на южном берегу Толстинского озера.

## Демография
| 1997 | 2002 | 2007 | 2010 | 2017 |
| ---- | ---- | ---- | ---- | ---- |
| 5    | →5   | ↘3   | →3   | ↘1   |

## Инфраструктура
На 1 января 2013 года в деревне числилось 2 домохозяйства.